# USS Brownson (DD-518)
USS Brownson (DD-518) là một tàu khu trục lớp Fletcher được Hải quân Hoa Kỳ chế tạo trong Chiến tranh Thế giới thứ hai. Nó là chiếc tàu chiến đầu tiên của Hải quân Mỹ được đặt theo tên Chuẩn đô đốc Willard H. Brownson (1846-1935), người tham gia cuộc chiến tranh Tây Ban Nha-Hoa Kỳ. Nó chỉ hoạt động một thời gian ngắn trong Thế Chiến II, cho đến khi bị máy bay ném bom bổ nhào Nhật Bản đánh chìm tại New Britain vào ngày 26 tháng 12 năm 1943. Nó được tặng thưởng một Ngôi sao Chiến trận trong Thế Chiến II.

## Thiết kế và chế tạo
Brownson được đặt lườn tại xưởng tàu của hãng Bethlehem Steel Co. ở Staten Island New York vào ngày 15 tháng 2 năm 1942. Nó được hạ thủy vào ngày 24 tháng 9 năm 1942; được đỡ đầu bởi bà Cleland S. Baxter, cháu nội Chuẩn đô đốc Brownson; và nhập biên chế vào ngày 3 tháng 2 năm 1943 dưới quyền chỉ huy của Hạm trưởng, Thiếu tá Hải quân J. B. Maher.

## Lịch sử hoạt động
Sau khi nhập biên chế cho đến ngày 11 tháng 6 năm 1943, Brownson hoạt động dọc theo vùng bờ biển Đông Bắc Hoa Kỳ và tại vùng Bắc Đại Tây Dương, làm nhiệm vụ hộ tống vận tải và tuần tra chống tàu ngầm. Nó từng thực hiện một chuyến đi sang Bắc Phi từ ngày 12 đến ngày 31 tháng 5 năm 1943.
Vào ngày 18 tháng 6, Brownson băng qua kênh đào Panama và đi đến California vào ngày 28 tháng 6. Nó hoạt động một thời gian ngắn dọc theo vùng bờ Tây Hoa Kỳ, trước khi lên đường đi Alaska vào tháng 7. Sau khi đến nơi, nó hoạt động tuần tra và hộ tống vận tải cho đến ngày 29 tháng 11, khi nó khởi hành đi ngang qua Trân Châu Cảng để đến khu vực Tây Nam Thái Bình Dương, nơi nó hỗ trợ cho các chiến dịch tại vùng quần đảo Bismarck.
Đang khi hỗ trợ cho cuộc đổ bộ lên mũi Gloucester, New Britain vào ngày 26 tháng 12, lúc khoảng 14 giờ 42 phút, Brownson bị đánh trúng hai quả bom bởi một máy bay ném bom bổ nhào Nhật Bản. Các quả bom trúng vào mạn phải phía giữa tàu, gần ống khói số hai; một vụ nổ dữ dội diễn ra sau đó, phá hủy toàn bộ cấu trúc thượng tầng trên sàn chính. Con tàu nghiêng 10 đến 15 độ, phần giữa tàu bắt đầu chìm trong khi mũi tàu và đuôi tàu nhô cao. Những người bị thương được đưa lên một chiếc bè lúc 14 giờ 50 phút, và lệnh bỏ tàu được đưa ra; lúc này phần giữa tàu đã ngập nước hoàn toàn. Một vụ nổ khác xảy ra, có thể do một quả mìn sâu bị kích nổ, và con tàu đắm lúc 14 giờ 59 phút ở tọa độ 5°20′N 148°25′Đ / 5,333°N 148,417°Đ. Nó chịu đựng tổn thất 108 người thiệt mạng. Những người còn lại được các tàu khu trục USS Daly (DD-519) và USS Lamson (DD-367) cứu vớt.

## Phần thưởng
Brownson được tặng thưởng một Ngôi sao Chiến trận do thành tích phục vụ trong Thế Chiến II.